# Луг (Золочівський район)
Луг — село в Україні, у Золочівському районі Львівської області. Населення становить 99 осіб. Орган місцевого самоврядування - Золочівська міська рада.